# 陈绿平
陈绿平（1963年9月—），男，汉族，广东汕头人，中华人民共和国政治人物。华南师范大学物理系毕业，在职研究生学历，博士学位。现任辽宁省人大常委会副主任、辽宁省总工会主席。

## 生平
1982年7月参加工作，1986年10月加入中国共产党。历任华南师范大学物理系办公室副主任；广东省人事厅副主任科员、主任科员、办公室副主任、主任、人事处处长；中共韶关市委常委、中共乐昌市委书记、韶关市常务副市长；广东省人事厅副厅长；中共广东省委统战部副部长，广东省民族宗教事务委员会主任等职。2011年8月，任中共揭阳市委副书记、副市长、代市长。2011年9月，任中共揭阳市委书记。
2015年2月，任重庆市人民政府副市长。2017年5月，当选为中共重庆市委常委，6月兼任中共重庆两江新区工作委员会书记、重庆两江新区管理委员会主任。2018年1月19日，任辽宁省人民政府副省长、省政府党组成员，但未能担任省委常委。同年3月兼任辽宁省沈抚新区党工委书记。
2023年1月，当选为辽宁省人大常委会副主任。同年5月，当选为辽宁省总工会主席。